# Czesław Ścisłowski

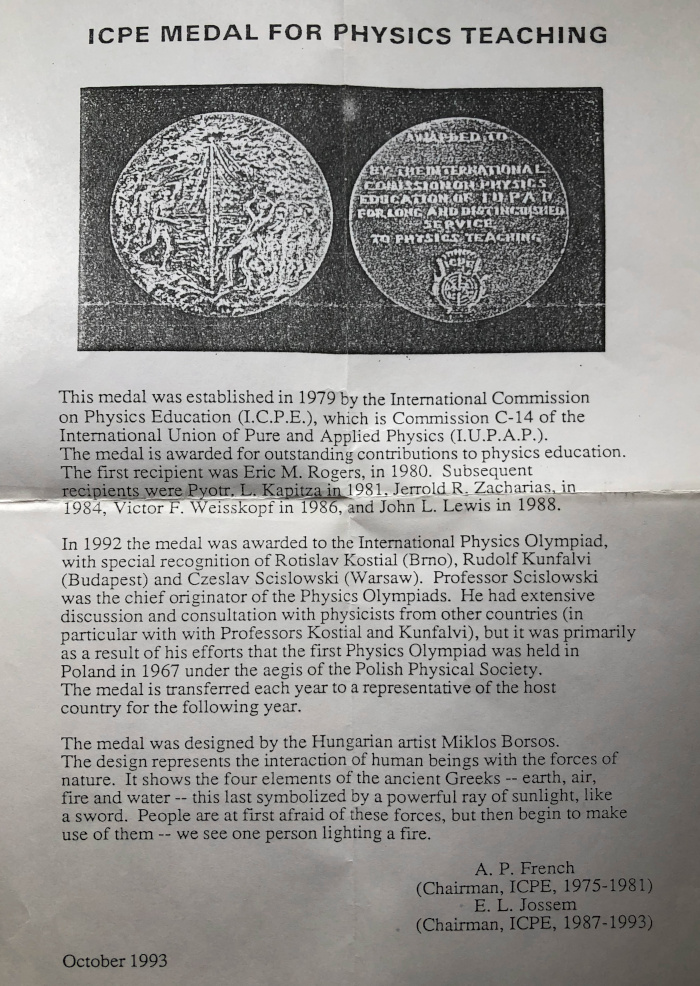
Pismo towarzyszące nadaniu medalu ICPE za zorganizowanie I Międzynarodowej Olimpiady Fizycznej.

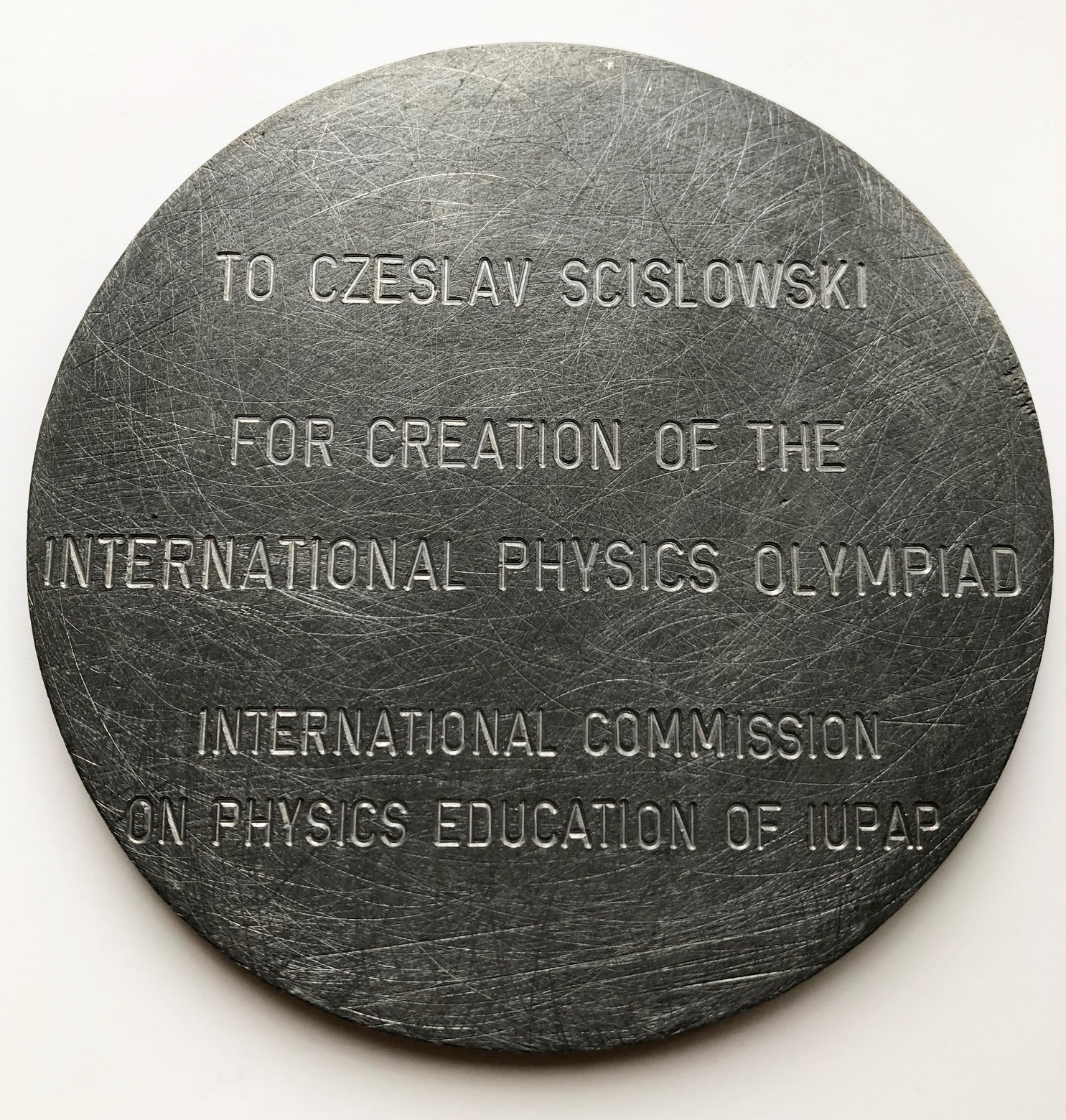
Medal Międzynarodowej Komisji Nauczania Fizyki (ICPE)

Czesław Ścisłowski (ur. 22 maja 1904 w Mogielnicy, zm. 12 sierpnia 1971 w Warszawie) – doktor fizyki, pedagog, nauczyciel akademicki, pomysłodawca i organizator Międzynarodowych Olimpiad Fizycznych, autor podręczników szkolnych i prac naukowych.

## Życiorys
Był synem sadownika i przedsiębiorcy Franciszka Ścisłowskiego i Franciszki z Podogrodzkich. W trakcie nauki w szkole powszechnej w Mogielnicy oraz w gimnazjum w Warszawie brał udział w przedstawieniach teatralnych Teatru Amatorskiego w Mogielnicy. Bardzo muzykalny, grał na skrzypcach.
W 1924 ukończył Gimnazjum Władysława Giżyckiego  w Warszawie  i rozpoczął studia na Wydziale Elektrycznym Politechniki Warszawskiej. Po drugim roku studiów przeniósł się na Wydział Matematyczno-Przyrodniczy Uniwersytetu Warszawskiego, który ukończył w 1930 roku.
W latach 1930–1932 pracował jako nauczyciel fizyki i wychowawca w Siedlcach, a w latach 1933-1935  jako nauczyciel i kierownik internatu w Państwowym Seminarium Nauczycielskim Męskim w Płocku.
W latach 1934–1939 był nauczycielem fizyki w I Państwowym Gimnazjum i Liceum im. Stefana Batorego w Warszawie. Jego wychowankami byli późniejsi działacze konspiracji, żołnierze Szarych Szeregów i Armii Krajowej, którzy polegli w czasie II Wojny Światowej: Jan Bytnar „Rudy”, Tadeusz Zawadzki „Zośka”, Aleksy Dawidowski, Jan Wuttke. Uważał tę klasę za wybitnie uzdolnioną i stawiająca wielkie wymagania przed nauczycielem.
W maju 1939 wraz z klasą matematyczno-przyrodniczą oraz klasą humanistyczną, w której uczył się Krzysztof Kamil Baczyński, udał się na tradycyjną pielgrzymkę maturzystów Batorego do Częstochowy. Zdjęcia z tego wydarzenia ilustrowały artykuły w miesięczniku „Ty i Ja”, w sierpniu 1970 oraz w Życiu Warszawy nr 54, 4-5 marca 1989.
Od stycznia 1940 do lutego 1945 pracował w Publicznej Szkole Powszechnej w Komorowie k. Pruszkowa, jednocześnie ucząc na tajnych kompletach w zakresie szkoły średniej w Warszawie i w Pruszkowie, a po powstaniu warszawskim, gdy wraz z rodziną znalazł się w Olszance, także uczył w Puszczy Mariańskiej.
Brał czynny udział w powojennej odbudowie Gimnazjum i Liceum im. Stefana Batorego, gdzie ponownie uczył fizyki od lutego 1945 do września 1947. Przez rok pełnił funkcje zastępcy dyrektora szkoły.
W 1947 roku podjął prace na Politechnice Warszawskiej na stanowisku starszego asystenta.
Był autorem i współautorem, z Czesławem Fotymą, podręczników do fizyki dla szkoły podstawowej i liceum. We wrześniu  w 1949 roku ówczesny wiceminister oświaty, Henryk Jabłoński, krytykował obu autorów za przywoływanie osiągnięć naukowców i wynalazców amerykańskich i angielskich, a nie naukowców polskich, rosyjskich i radzieckich.
W latach 1948–1961 pracował w Międzywydziałowym Studium Pedagogicznym UW, prowadząc zajęcia z metodyki nauczania fizyki. W 1954 został zastępcą profesora na Wydziale Mechaniczno-Technologicznym Politechniki Warszawskiej.
W 1959 obronił doktorat na Wydziale Pedagogiki UW. Był członkiem Polskiego Towarzystwa Fizycznego.
Od 1951 organizował ogólnopolskie  Olimpiady Fizyczne, a w 1967 w Warszawie zorganizował pierwszą Międzynarodową Olimpiadę Fizyczną, której był pomysłodawcą. W tamtym czasie obejmowała ona tylko kraje Europy Wschodniej. Z czasem jej zasięg się znacznie poszerzył.
Był czynny zawodowo do końca życia. Miał też żyłkę podróżnika. Zmarł nagle. Pochowany jest na Cmentarzu Bródnowskim (kwatera 52K).
W 1993 nagrodzony został pośmiertnie medalem Międzynarodowej Komisji Nauczania Fizyki (ICPE) za „wybitny wkład w nauczanie fizyki”.

## Wybrane publikacje
- „Prezydent Rzeczypospolitej Ignacy Mościcki jako badacz naukowy i wynalazca” Wydawnictwo Braci Detrychów, Płock 1935
- „Fizyka : komentarz metodyczny dla klasy XI korespondencyjnego liceum ogólnokształcącego do podręcznika B. Buras i J. Ehrenfeucht - Fizyka dla klasy XI (PZWS 1954)” Państwowe Zakłady Wydawnictw Szkolnych 1954
- „Kto, Kiedy, Dlaczego” wyd. II poprawione, Iskry, Warszawa 1957; rozdział nauki ścisłe, str. 196-245
- „Promienie X” Państwowe Zakłady Wydawnictw Szkolnych 1960
- „Fizyka. Cz. 1, Mechanika, nauka o cieple i zjawiskach cząsteczkowych” Szkoła Główna Gospodarstwa Wiejskiego w Warszawie 1964
- „Fizyka. Cz. 2, Nauka o ruchach drgających i falach, nauka o elektryczności i magnetyzmie, nauka o świetle, atomistyka” Szkoła Główna Gospodarstwa Wiejskiego 1964
- „Metodyka nauczania fizyki” Państwowe Zakłady Wydawnictw Szkolnych 1969
- „Energia w zjawiskach fizycznych” Wydawnictwa Naukowo-Techniczne 1969
- „Doświadczenia w nauczaniu fizyki” Wydawnictwa Uniwersytetu Warszawskiego 1974
- „Olimpiady fizyczne dane statystyczne zbiór zadań z pełnymi rozwiązaniami” Państwowe Zakłady Wydawnictw Szkolnych — wielokrotnie w kolejnych edycjach

Publikacje wspólnie Czesławem Fotymą:
- „Wskazówki metodyczne do nauczania fizyki w klasie VII” Państwowe Zakłady Wydawnictw Szkolnych 1968
- „Nauczanie fizyki kurs podstawowy” Państwowe Zakłady Wydawnictw Szkolnych 1969
- „O nauczaniu fizyki w klasie VIII szkoły podstawowej” Państwowe Zakłady Wydawnictw Szkolnych 1971

## Podręczniki
Czesław Ścisłowski wraz z Czesławem Fotymą napisali wielokrotnie wznawiane oraz tłumaczone na wiele języków podręczniki fizyki. Przez dekady całe pokolenia młodzieży uczyły się z tych książek.
- „Fizyka podręcznik dla VI klasy szkoły powszechnej” Państwowe Zakłady Wydawnictw Szkolnych 1947
- „Fizyka podręcznik dla klasy VII szkoły podstawowej” Państwowe Zakłady Wydawnictw Szkolnych 1948
- „Fizyka podręcznik dla VIII klasy szkoły podstawowej” Państwowe Zakłady Wydawnictw Szkolnych 1949
- „Fizyka VI dla szkół dla pracujących” Państwowe Zakłady Wydawnictw Szkolnych 1962
- „Fizyka VII dla szkół dla pracujących” Państwowe Zakłady Wydawnictw Szkolnych 1962